# Schwänzelpfennig

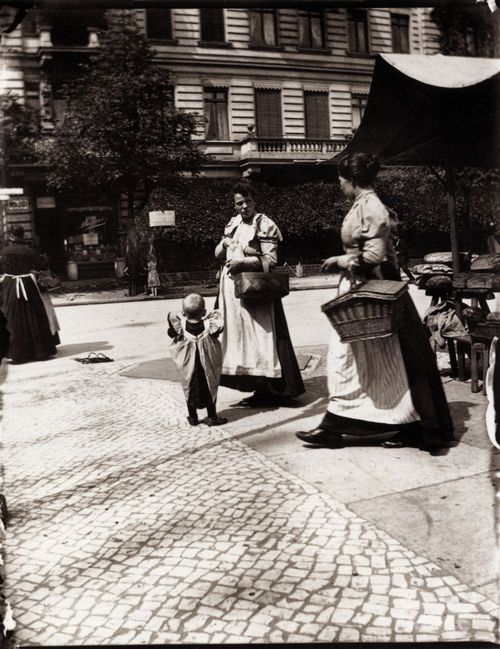
Heinrich Zille: Frauen auf dem Markt (um 1900) – eine Möglichkeit, sich Körbelgeld/einen Schwänzelpfennig zu machen.

Schwänzelpfennig, Schwenzelpfennig(e), Schwänzelgeld Korbpfennig(e) oder Körbelgeld (Körblgeld) sind regionale Bezeichnungen für kleine Geldbeträge, die Köchinnen, Hausmädchen oder andere Bedienstete vom anvertrauten Einkaufsgeld für sich selber abzweigten, indem sie beim Einkauf geschickt verhandelten und „unter Preis“ oder einfach geringere Mengen als verlangt einkauften. Auch im Bezug auf eine Ehefrau, die von ihrem Ehemann nur ein begrenztes Haushaltsgeld bekam und sich durch günstiges Einkaufen eigenes Geld absparte, wurde von „Körbelgeld“ gesprochen.

## Begriffsverwendung und Bewertung
Eine frühe Definition findet sich 1715 im Frauenzimmer-Lexicon: „Schwäntzel-Pfennge heissen diejenigen Geld-Brocken und Restlein, so denen Weibern von dem übrig behaltenen Marckt-Gelde und Ausgaben in ihre Beutel fallen, wird auch offtermahls von denen Mägden, so zu Marckte gehen, practiciret.“
Mitte des 18. Jahrhunderts wurde die Handlungsweise in eine Auflistung von für Domestiken und Gesinde ungebührlichen Verhaltensweisen aufgenommen: „(…) nach den Mannspersonen laufen, lange schlafen, Schwenzelpfennige sich machen, mehr Staat machen als ihnen zukommt und dem Gesinde gehöret, klatschen, (…)“, und war damit deutlich negativ konnotiert: „Geld welches man schwänzet oder auf den Schwanz schlägt, das ist, bei dem Ein- und Verkauf unterschlägt, als einen unerlaubten Gewinn für sich behält, in welchem Verstande es besonders von Kleinigkeiten üblich ist, welches untreues Gesinde unterzuschlagen pflegt, wenn es auf den Gemüse-Märkten etc. etwas für die Herrschaft einkauft. Daher sich Schwänzelpfennige machen, an anderen Orten Korbpfennige.“
Synonyme für Schwänzelpfennig oder das Prinzip, als Untergebener kleinere Beträge in die eigene Tasche zu wirtschaften, finden sich auch in anderen Sprachen wie im Böhmischen, Englischen, Französischen, Slowenischen usw.
Der aktuelle Duden nennt den österreichischen Begriff „Körberlgeld“ als Synonym für „Zubrot“.

## Arrangements
Um mit diesem Erwirtschaften von Körbelgeld auf eigenes Risiko des Haushaltspersonals umzugehen, gab es verschiedene Strategien und Arrangements seitens der Hausherrin und des Hausherrn:
- Bei strikter Kontrolle konnte beispielsweise die Hausherrin das Einkaufen bemängeln oder die Ware nachwiegen[15] und entsprechend bestrafen.
- Im Laufe der Zeit wurde die moderate Erwirtschaftung von Körbelgeld von der Herrschaft stillschweigend toleriert.[16]
- Personal konnte bereits bei der Einstellung vereinbaren, dass man dieses Handeln unterlassen werde, deshalb aber von vorneherein ein von der Herrschaft neben dem Sold zu zahlendes offizielles Körbelgeld erhalten werde.[17][18]

## Andere Verwendung
Eine weitere Verwendung in Österreich setzte Körbelgeld gleich mit „Victualienmauth“ und „Platz- und Wochenmarkts-Gefäll“ und bezeichnete damit eine Gebühr, die bei Wochenmärkten für Stände und Verkaufskarren als Marktgebühr („Marktpfennig“) erhoben wurde.
Zudem werden im übertragenen Sinn ungerechtfertigte Preiserhöhungen und Zusatzgebühren durch Unternehmen als Körberlgeld bezeichnet. Das sind auch alle Einnahmen, die den Unternehmen nicht zustehen, aber trotzdem verlangt werden.